# جیمی مک‌گاورن
جیمز استنلی «جیمی» مک گاورن (انگلیسی: Jimmy McGovern؛ زادهٔ سپتامبر سال ۱۹۴۹ در لیورپول، مرزیساید) فیلمنامه‌نویس و تهیه کننده اهل کشور بریتانیا است. او سازندهٔ مجموعه تلویزیونی رخنه‌گر (۱۹۹۳–۱۹۹۵) است که در بریتانیا محبوب و موفق بود. وی سازنده و فیلمنامه‌نویس مجموعهٔ تلویزیونی خیابان و باروت، خیانت و دسیسه نیز می‌باشد.